# Jakkrit Songma
Jakkrit Songma (thailändisch จักรกฤษ สงมา, * 13. Januar 1996 in Khon Kaen) ist ein thailändischer Fußballspieler.

## Karriere
Jakkrit Songma stand bis Ende 2018 beim Nongbua Pitchaya FC unter Vertrag. Der Verein aus Nong Bua Lamphu spielte in der zweiten thailändischen Liga, der Thai League 2. 2019 wechselte er in die dritte Liga. Hier schloss er sich in Khon Kaen dem Khon Kaen United FC an. Mit dem Klub spielte er in der Upper Region. Am Ende der Saison wurde er mit Khon Kaen Meister der Region und stieg in die zweite Liga auf. Die Saison 2020/21 stand er beim Drittligisten Udon United FC in Udon Thani unter Vertrag. Am Ende der Saison feierte er mit Udon die Meisterschaft North/Eastern Region. In den Aufstiegsspielen zur zweiten Liga konnte man sich nicht durchsetzen. Zur Saison 2021/22 unterschrieb er einen Vertrag beim Zweitligisten Lampang FC. Sein Zweitligadebüt für den Verein aus Lampang gab Jakkrit Songma am 4. September 2021 (1. Spieltag) im Heimspiel gegen den Aufsteiger Muangkan United FC. Hier stand er in der Startelf und spielte die kompletten 90 Minuten. Das Spiel endete 1:1. Am Ende der Saison 2021/22 wurde er mit Lampang Tabellenvierter und qualifizierte sich für die Aufstiegsspiele zur ersten Liga. Hier konnte man sich gegen den Trat FC durchsetzen und stieg in die erste Liga auf. Nach einer Saison Erstklassigkeit musste er mit Lampang am Ende der Saison als Tabellenletzter wieder den Weg in die zweite Liga antreten. Nach dem Abstieg verließ er Lampang und schloss sich in der Sommerpause 2023 dem ebenfalls aus der ersten Liga abgestiegenen Nongbua Pitchaya FC an. Am Ende der Saison 2023/24 wurde er mit dem Klub Vizemeister und stieg direkt in die erste Liga auf. Am Ende der Saison 2024/25 belegte er mit Nongbua den 14. Tabellenplatz und musste somit in die zweite Liga absteigen.

## Erfolge
Khon Kaen United FC
- Thai League 3 – Upper: 2019  ▲

Udon United FC
- Thai League 3 – North/East: 2020/21

Nongbua Pitchaya FC
- Thailändischer Zweitligameister: 2023/24  ▲

## Sonstiges
Jakkrit Songma ist der Zwillingsbruder von Jakkrawut Songma.